# Chiyoda (Tokyo)
 For alternative betydninger, se Chiyoda. (Se også artikler, som begynder med Chiyoda)
Chiyoda-bydistriktet (千代田区 Chiyoda-ku) er et bydistrikt i Tokyo i Japan. Det er et af de 23 specielle bydistrikter, der tilsammen udgør Tokyos historiske bykerne. Det ligger midt i Tokyo og har 67.036 (2021) indbyggere. På engelsk kaldes den for Chiyoda City.
Pr. oktober 2007 havde Chiyoda 45.543 indbyggere og en befolkningstæthed på 3.912 indbyggere pr. km² og dermed det mindst befolkede af de 23 bydistrikter. Det totale areal er på 11,64 km², hvor af Kejserpaladset Kokyo dækker 12%.
Chiyoda består af af Kejserpaladset og en omkringliggende radius på ca. 1 kilometer. Det arvede navnet, som bogstaveligt talt betyder "rismark gennem tusinde generationer" fra Chiyoda-slottet (Det andet navn for Edo-borgen). Flere regeringsinstitutioner så som Japans Parlament (Kokkai), Japans premierministers bolig og Japans Højesteret er lokaliseret i Chiyoda. Det samme er Tokyo landemærker som Yasukuni helligdommen, Tokyo Station og Budokan. Femten ambassader er lokaliseret i Chiyoda.

## Historie
Chiyoda-bydistrikt blev skabt den 15. marts 1947 ved samling af Kanda-bydistriktet (i nutidens nordøstlige hjørne af Chiyoda, vest for Akihabara) og Kōjimachi-bydistriktet (består af den resterende del af Chiyoda). En række historiske begivenheder er foregået på stedet.
- I 1860, mordet på Ii Naosuke fandt sted uden for Sakurada-porten til Kejserpaladset.
- I 1932, mordere angreb og dræbte premierminister Inukai Tsuyoshi.
- I 1936, et forsøg på statskup indtræf og Kupforsøget i Japan 26. Februar 1936 skete.
- I 1995, medlemmer af Aum Shinrikyo udførte gasangreb på Tokyos Metro.

## Geografi
Chiyoda ligger i hjertet af den tidligere Tokyo By i den østlige del af Tokyo. Det centrale del udgøres af Kejserpaladset Kokyo. Østsiden af bydelen grænser op til Chūō og huser Tokyo Station. Sydsiden grænser op til Minato og huser Hibiya Park og Japans Parlament. Vest og nordvest er primært et boligområde for overklassen; Yasukuni Shrine findes også der. Mod nord og nordøst er der flere boligkvarterer og Akihabara-handelsdistriktet.

## Politik og styre

### Lokalt styre
Chiyoda styres af af et råd med 25 valgte medlemmer. Den nuværende borgmester er Masami Ishikawa.
Til Metropolstyret i Tokyo har Chiyoda et enkelt folkevalgt medlem. Gennem 50 år har de været repræsenteret ved Liberaldemokraterne indtil jordskredsvalget i 2009, hvor Demokraternes 26-årige Zenkō Kurishita afsatte Liberaldemokraternes 70-årige Shigeru Uchida.

### Metropol repræsentation
Tokyos Brandvæsen har hovedkvarter i Ōtemachi i Chiyoda.

## Økonomi
1. oktober 2001 havde Chiyoda 36.233 virksomheder med 888.149 ansatte.
Bungeishunjū, Calbee, Creatures Inc., Datam Polystar, HAL Laboratory, Hakusensha, Jaleco, The Japan FM Network Company, Japan Freight Railway Company, Japan Post Holdings, KDDI, Konica Minolta, Mitsubishi Estate, MCDecaux, Mitsubishi UFJ Financial Group, Mizuho Financial Group, New Otani, NTT docomo, Stack Ltd. (0verflow), Seven & i Holdings, Shinsei Bank, Shogakukan, Shueisha, Sony Music Entertainment Japan, Toho, Tokio Marine Nichido, Tokyo FM, Yamazaki Baking Company (inkl. Vie de France), og Yomiuri Shimbun har hovedsæde i Chiyoda. Mazda har et kontor i Chiyoda.

## Attraktioner
- Akihabara
- Hibiya Park
- Kokyo
- Japans Parlament
- Nippon Budokan
- Tokyo International Forum
- Tokyo Station
- Tokyo Takarazuka Teater

## Transport
I Chiyoda ligger Tokyo Station med en række metroer og jernbaner.

## Historiske steder
- Hjemsted for Haniwa Hokinoichi Wagaku kōdansho, Sanbanchō
- Hjemsted for Sano Zenzaemon, Sanbanchō
- Kanda Festival

## Uddannelse
Hitotsubashi Universitys Graduate School of International Corporate Strategy er lokaliseret i National Center of Sciences i Hitotsubashi.
Begge Sophia University Campuserne findes i det vestlige Chiyoda. Globis University Graduate School of Management den største business school i Japan findes også i Chiyoda.

### Biblioteker
Chiyoda driver fire offentlige biblioteker; Chiyoda Library, Yobancho Library, Shohei Library og Kanda Library. Tokyo driver Tokyo Metropolitan Library Hibiya Library. Japans styre driver Japans Nationale Parlamentsbibliotek og Japans Nationalarkiv. Ishikawa Enterprise Foundation Ochanomizu Biblioteket er et nærtliggende privatejet bibliotek.